# Gornji Mušić
Gornji Mušić (en serbe cyrillique : Горњи Мушиц) est un village de Serbie situé dans la municipalité de Mionica, district de Kolubara. Au recensement de 2011, il comptait 376 habitants.

## Démographie

### Évolution historique de la population
| 1948 | 1953 | 1961 | 1971 | 1981 | 1991 | 2002 | 2011 |
| ---- | ---- | ---- | ---- | ---- | ---- | ---- | ---- |
| 794  | 833  | 733  | 644  | 611  | 492  | 431  | 376  |

|  |